# Список наград и почётных званий Бориса Ельцина
Список наград, премий и званий, которых был удостоен Президент Российской Федерации Борис Николаевич Ельцин.

## Награды

### Награды России и СССР

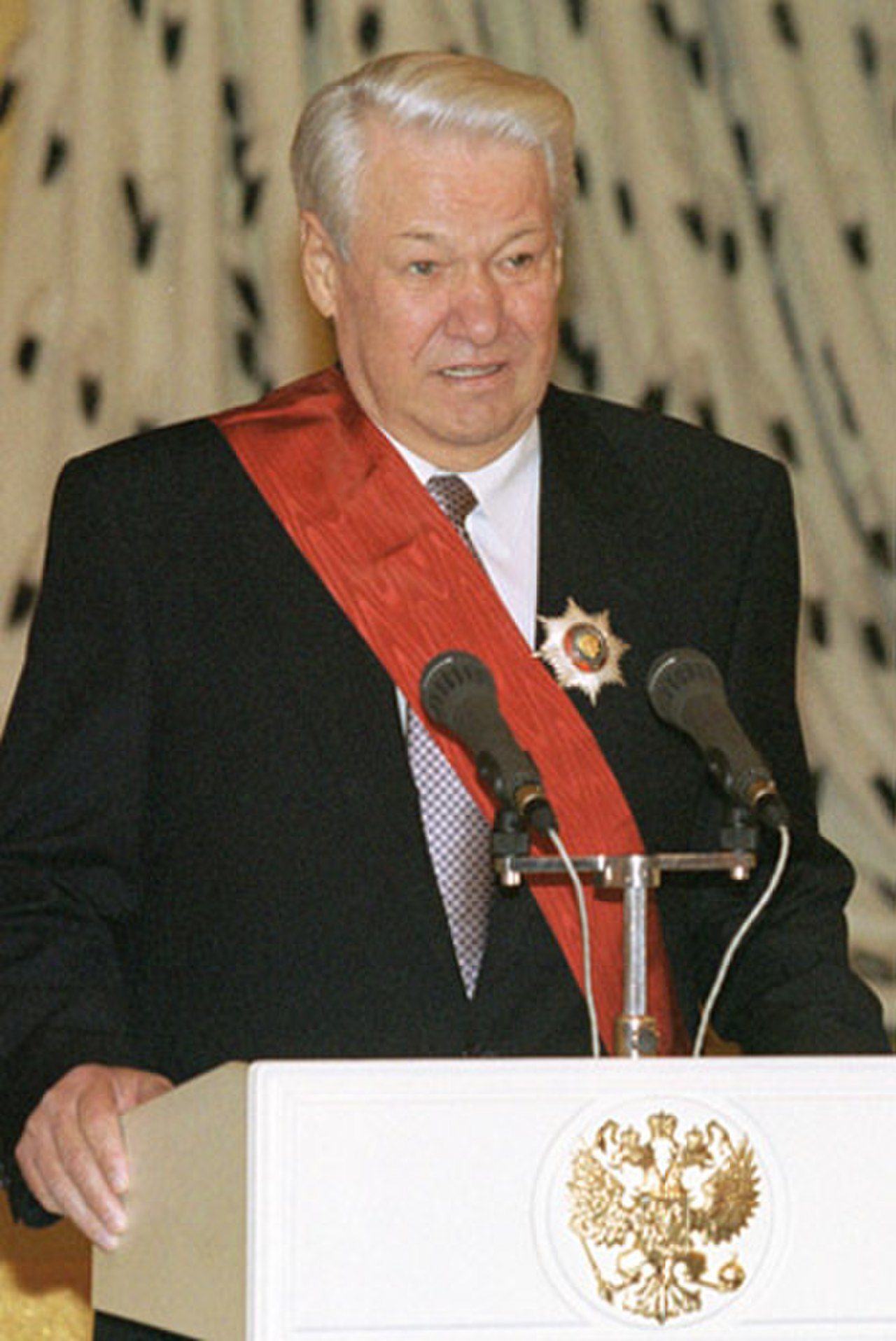
Первый президент России Борис Ельцин после награждения орденом «За заслуги перед Отечеством» I степени под номером один. 2001

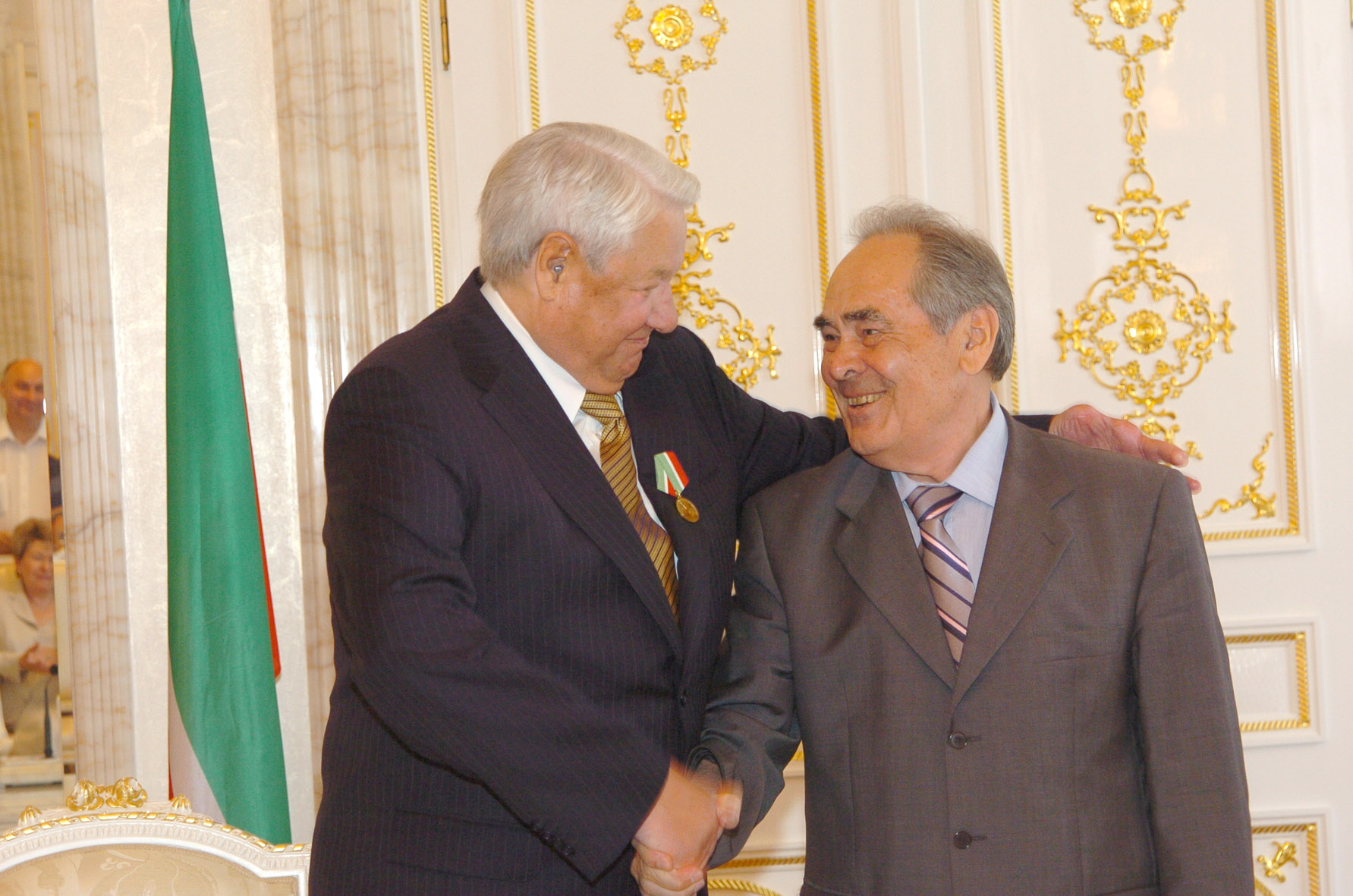
Минтимер Шаймиев вручил Борису Ельцину медаль «В память 1000-летия Казани». 2006

- Орден «За заслуги перед Отечеством» I степени (12 июня 2001 года) — за особо выдающийся вклад в становление и развитие российской государственности[1]
- Орден Ленина (30 января 1981 года) — за заслуги перед Коммунистической партией и Советским государством и в связи с пятидесятилетием со дня рождения[2]
- 2 ордена Трудового Красного Знамени:

в августе 1971 года — за заслуги в выполнении пятилетнего плана
в январе 1974 года — за успехи, достигнутые на строительстве первой очереди цеха холодного проката Верх-Исетского металлургического завода
- Орден «Знак Почёта» (1966 год) — за достигнутые успехи в выполнении заданий семилетнего плана по строительству[2]
- Медаль «В память 1000-летия Казани» (2006 год)[3]
- медаль «За доблестный труд. В ознаменование 100-летия со дня рождения В. И. Ленина» (ноябрь 1969 года)[2]
- Юбилейная медаль «Тридцать лет Победы в Великой Отечественной войне 1941—1945 гг.» (апрель 1975 года)[2]
- Медаль «60 лет Вооружённых Сил СССР» (январь 1978 года)[2]
- золотая медаль ВДНХ (октябрь 1981 года)[2]

### Иностранные награды
- медаль «Щит Свободы» (Соединённые Штаты Америки)[4]
- Орден Франциска Скорины (Беларусь, 31 декабря 1999 года) — за большой личный вклад в развитие и укрепление белорусско-российского сотрудничества[5]
- Орден Золотого орла (Казахстан, 1997 год)[6][7]
- Орден князя Ярослава Мудрого I степени (Украина, 22 января 2000 года) — за значительный личный вклад в развитие украинско-российского сотрудничества[8][9]
- Кавалер Большого Креста ордена «За заслуги перед Итальянской Республикой» (Италия, 19 декабря 1991 года)[10]
- Орден Трёх звёзд I степени с цепью (Латвия, 2006 год)[11][12]
- Медаль «Вифлеем-2000» (Палестинская автономия, 2000 год)[13][14]
- Кавалер Большого креста ордена Почётного легиона (Франция)[15][16]
- Орден Доброй Надежды I степени (ЮАР, 1999 год)[17]
- Медаль памяти 13 января (Литва, 9 января 1992 года)[18]
- Большой крест ордена Креста Витиса (Литва, 10 июня 2011 года, посмертно)[19]
- Орден «За личное мужество» (ПМР, 18 октября 2001 года)[20]
- Почётный знак Содружества Независимых Государств (2002 год)[источник не указан 757 дней]

### Ведомственные награды
- Памятная медаль А. М. Горчакова (МИД России, 1998 год)[6][21]
- Золотой Олимпийский орден (МОК, 1993 год)[22]
- орден ЮНЕСКО «Королевский орден Мира и справедливости»[23]

### Церковные награды
- Орден святого благоверного великого князя Димитрия Донского I степени (РПЦ, 2006 год)[24]
- Кавалер цепи ордена Гроба Господня (Иерусалимская православная церковь, 2000 год)[25]

## Звания

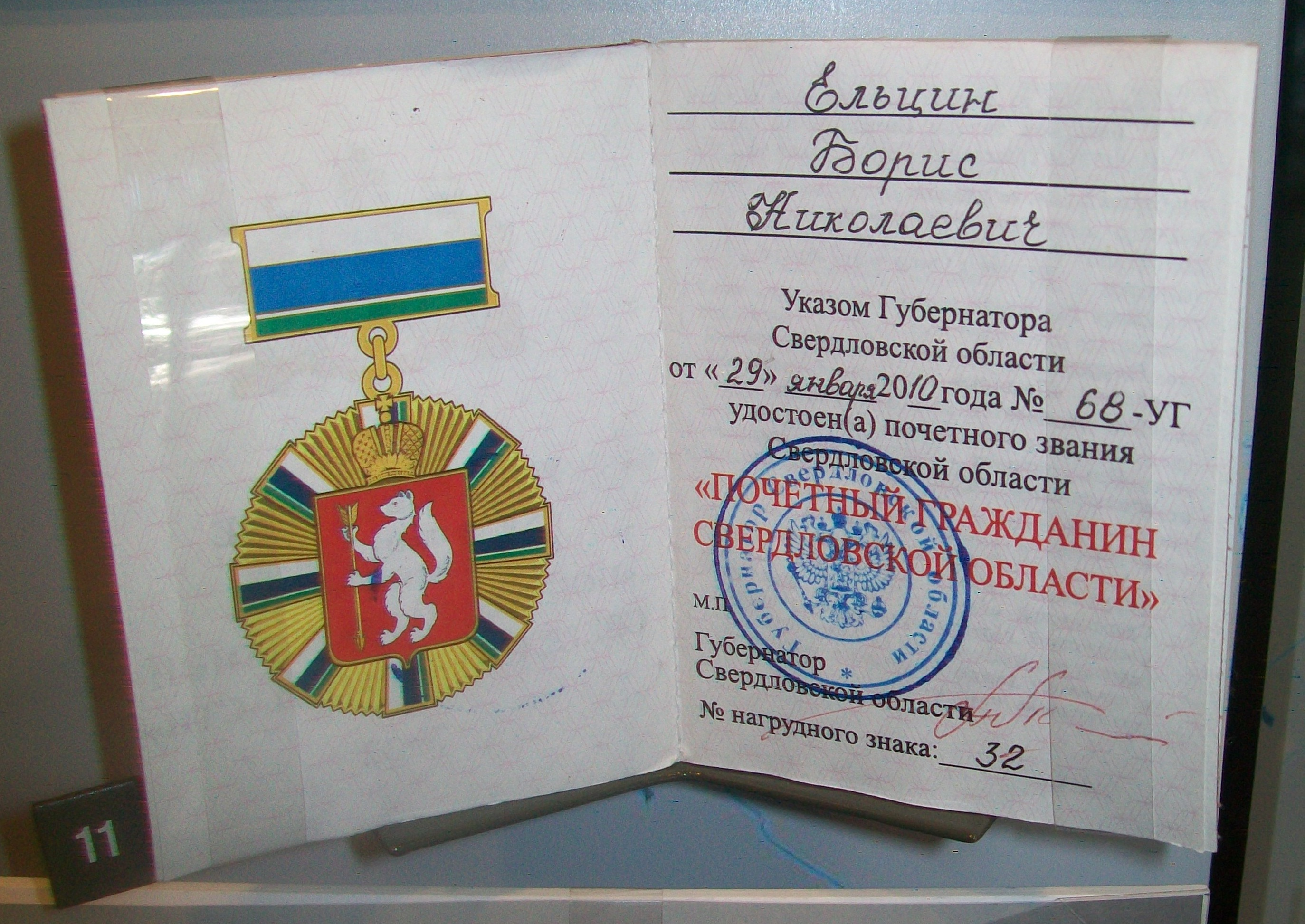
Удостоверение почетного гражданина Свердловской области

- Почётный член Российской академии архитектуры и строительных наук[26].
- Почётный гражданин Свердловской области (2010 год, посмертно)[27][28]
- Почётный гражданин Казани (2005 год)[29]
- Почётный гражданин Самарской области (2006 год)[30]
- Почётный гражданин Еревана (Армения) (2002 год)[31]
- Почётный гражданин Туркменистана[32]
- Мастер спорта СССР по волейболу[33][34][35][36][37]

## Иные регалии
Краповый берет (сентябрь 1993 года) — за вклад в развитие специальных подразделений внутренних войск МВД России